# Arrow McLaren
A Arrow McLaren IndyCar Team é uma equipe de corridas automobilísticas norte-americana.
Entre 2003 e 2010, disputou apenas as 500 Milhas de Indianápolis, passando a dedicar-se em tempo integral à categoria desde 2011, quando comprou o espólio da FAZZT Race Team. Neste ano, forneceu apoio às equipes AFS Racing (com Hideki Mutoh, Martin Plowman e Wade Cunningham) e Dragon Racing (com Ho-Pin Tung).
Por quatro vezes, mudou de nome: em 2011, o ex-piloto Davey Hamilton tornou-se sócio do também ex-piloto Sam Schmidt — tetraplégico desde 2000, quando sofreu um violento acidente — e a equipe passou a se chamar Schmidt Hamilton Motorsports, dois anos depois, Ric Peterson juntou-se ao time, com o sobrenome do empresário sendo adicionado ao nome oficial. Com a saída de Davey Hamilton, a equipe passou a se chamar Schmidt Peterson Motorsports. Em 2019, o patrocinador principal, a Arrow Electronics, tornou-se o patrocinador titular da equipe, com isso, foi renomeada para Arrow Schmidt Peterson Motorsports e, em 2020, a equipe chegou a um acordo com a McLaren Racing para se tornar uma entrada conjunta, com a equipe combinada passando a se chamar Arrow McLaren SP. Schmidt e Peterson permaneceram como os únicos coproprietários da equipe. Com a McLaren não tendo nenhuma participação acionária até que foi anunciado em 8 de agosto de 2021 que a McLaren estava adquirindo uma participação majoritária de 75%, a ser concluída no final do ano. Schmidt e Peterson atualmente compartilham os 25% restantes da participação na equipe e permanecem no conselho administrativo dela. Para a temporada de 2023, a equipe abandonou a marca "SP" para se tornar a "Arrow McLaren IndyCar Team".

## Pilotos na IRL/IndyCar
- Richie Hearn (2001-2005)
- Anthony Lazzaro (2001-2002)
- Alex Barron (2001)
- Davey Hamilton (2001)
- Jaques Lazier (2001)
- Greg Ray (2002)
- Mark Dismore (2002)
- Jimmy Kite (2002)
- Airton Daré (2006)
- Buddy Lazier (2007)
- Alex Lloyd (2009)
- Townsend Bell (2010-12)
- Wade Cunningham (2011)
- Jay Howard (2011, 2017), (2018)1
- Hideki Mutoh (2011)1
- Martin Plowman (2011)1
- Alex Tagliani (2011)
- Dan Wheldon (2011)
- Simon Pagenaud (2012-14)
- Katherine Legge (2013)
- Tristan Vautier (2013)
- Mikhail Aleshin (2014-2017)
- Jacques Villeneuve (2014)
- James Jakes (2015)
- Ryan Briscoe (2015)
- Conor Daly (2015)
- James Hinchcliffe (2015-2019)
- Oriol Servià (2016)
- Sebastián Saavedra (2017)
- Jack Harvey (2017), (2019)2
- Robert Wickens (2018-)
- Carlos Muñoz (2018)
- Marcus Ericsson (2019)
- Patricio O'Ward (2020-)
- Oliver Askew (2020)
- Fernando Alonso (2020)
- Hélio Castroneves (2020)
- Felix Rosenqvist (2021-)
- Juan Pablo Montoya (2021-2022)
- Alexander Rossi (2023-)
- Tony Kanaan (2023-)

1Em associação com a AFS Racing.
2Em associação com a Michael Shank Racing.